# Legnago
Legnago [leɲˈɲaːɡo] ist eine  italienische Gemeinde (comune) mit 25.651 Einwohnern (Stand 31. Dezember 2023) in der Provinz Verona, Region Venetien.

## Geographie
Legnago liegt circa 39 km von Verona entfernt im Süden der gleichnamigen Provinz am rechten Ufer der Etsch (italienisch: Adige). Die Fläche der Ortschaft beträgt 79,66 km² und die Einwohnerdichte 317 Einwohner/km². Der Schutzpatron der Stadt ist Sankt Martin.

## Geschichte
Seit dem 10. Jahrhundert existierte eine Befestigungsanlage, die eine wichtige Rolle in den Kämpfen während der Gründung der Republik Venedig spielte.
Im Kloster Vangadizza im gleichnamigen Ortsteil Legnagos wurde 1097 Alberto Azzo II. d’Este, der Stammvater der jüngeren Welfen und der Familie Este, begraben.

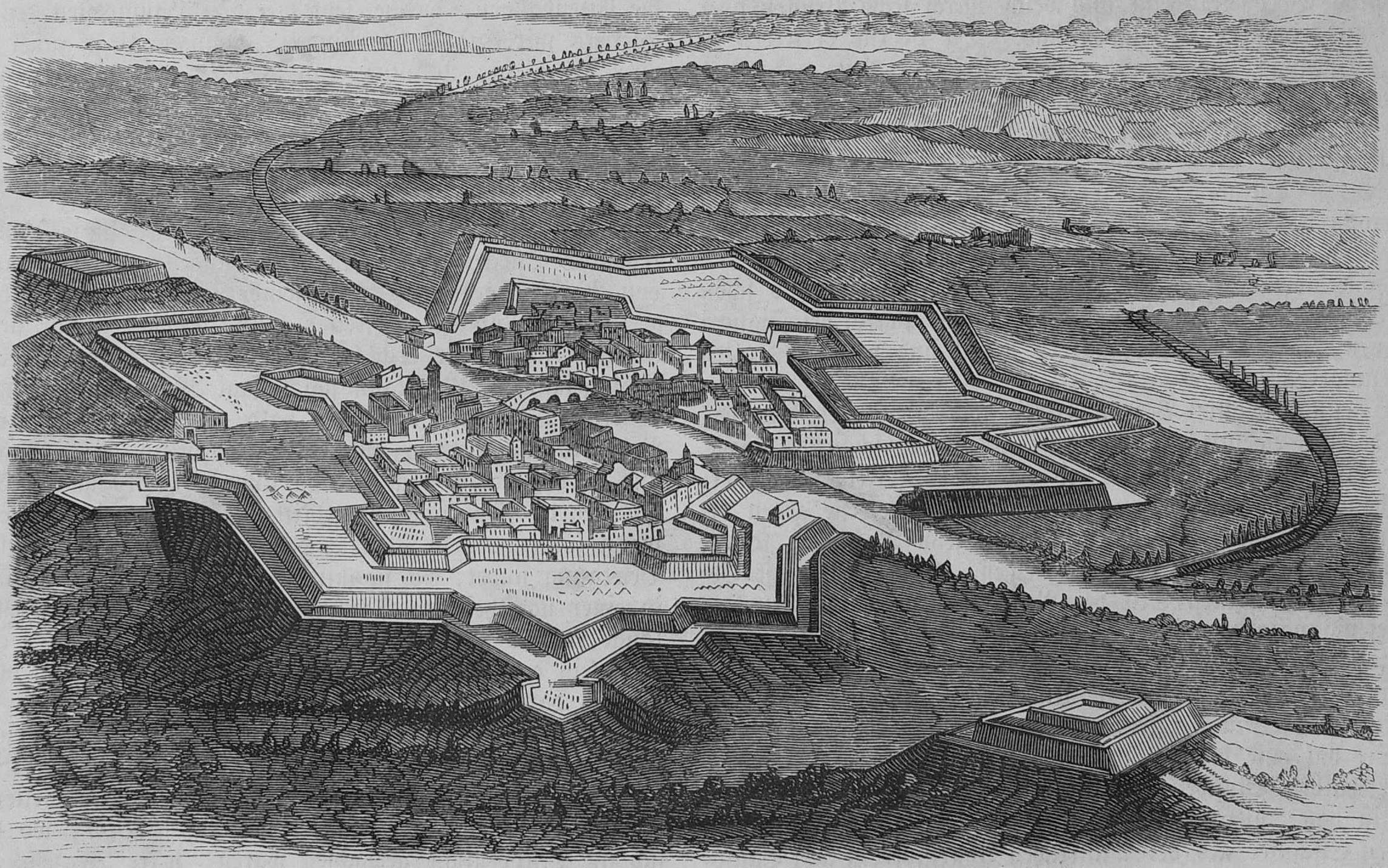
Legnago 1866

Unter österreichischer Herrschaft war der Ort Teil des oberitalienischen Festungsvierecks (italienisch: Quadrilatero), das 1815 zur Verteidigung der Lombardei in den Orten Peschiera, Mantova (Mantua), Legnago und Verona errichtet wurde. Im Zuge des Deutschen Krieges 1866, in dem Italien auf der Seite Preußens stand, fielen diese Orte mit Venetien an Italien.
Während des Zweiten Weltkrieges wurde die Stadt massiv bombardiert, daher ist das heutige Stadtbild relativ modern.

## Verkehr
Legnago ist durch verschiedene Landstraßen gut mit den Nachbarorten in der Po-Ebene verbunden. Im Umkreis von rund 30 Kilometern befinden sich die Autobahnen A22, A4, A31, A13 und A14. Am Bahnhof verkehren Regionalzüge unter anderem nach Verona, Rovigo und Mantua. Bei Legnago befindet sich ein Flugplatz für die Allgemeine Luftfahrt. Die nächstgelegenen Verkehrsflughäfen sind Verona, Venedig und Bologna.

## Kultur
Ein berühmter Sohn der Stadt ist der Komponist Antonio Salieri (1750–1825), zu dessen hundertstem Todestag 1925 das Teatro Salieri eingeweiht wurde. Seit dem Jahr 2000 findet in Legnago in unregelmäßigem Abstand das Festival Antonio Salieri statt, das sich dem Schaffen des Komponisten widmet. Es zeichnet sich vor allem durch moderne Erstaufführungen von Salieri-Opern aus, die seit dessen Lebzeiten nicht mehr gespielt worden sind, darunter L’amore innocente (2000), Il ricco d’un giorno (2004) und Il mondo alla rovescia (2009).

## Persönlichkeiten
- Antonio Salieri (1750–1825), italienisch-österreichischer Komponist
- Placido Zurla (1769–1834), Generalabt der Kamaldulenser, Kardinalvikar in Rom
- Aldo Finzi (1891–1944), Motorradrennfahrer, Offizier, faschistischer Politiker jüdischer Herkunft, Anwalt, Sportpolitiker und Widerstandskämpfer
- Livio Furini (1932–1987), Unternehmer und Tourismuspionier
- Pierluigi Cera (* 1941), Fußballspieler
- Paolo Ruberti (* 1975), Autorennfahrer
- Massimo Rossi (1992–2016), italienisch-deutscher Motorbootsportler
- Camilla Zanolini (* 2003), Tennisspielerin